# Cariye

En cariye eller kunglig konkubin.

Cariye eller Cariyes är en term för en kategori av kvinnliga slavar i det forna muslimska Mellanöstern, främst känd från det kejserliga osmanska haremet. 

## Allmänt
Enligt islams lag var muslimer tillåtna att ta slavar bland krigsfångar i ett rättfärdigt krig. Ett rättfärdigt krig räknas som ett krig mot ickemuslimer, och det var förbjudet för muslimer att hålla andra muslimer som slavar. En icke muslimsk kvinnlig krigsfånge (definierat som en kafir från dar al-harb) var den enda möjligheten för en manlig muslim att lagligt sett ha en konkubin.

## Osmanska riket
Denna definition låg till grund för lagstiftningen kring slaveri i alla muslimska stater. Det gällde även i Osmanska riket, men i praktiken var bestämmelserna   omtolkade. Allteftersom det Osmanska riket omfattade hela Mellanöstern och gränserna mot Europa permanentades, minskade möjligheterna att ta slavar genom krigföring. Istället försågs slavmarknaden med slavar genom den arabiska slavhandeln, slavhandeln på Barbareskkusten och slavhandeln på Krim. Detta upprätthöll bestämmelsen om att muslimer inte fick vara slavar, och då de togs från icke muslimska länder som kunde tolkas vara fiender mot Osmanska riket, kunde det också definieras som krigsfångar. 
I ett vanligt osmanskt hushåll hade en Cariye samma ställning som en odalisk: hon var en kvinnlig tjänare som utförde hushållsarbete (då det inte fanns avlönade fria tjänsteflickor på grund av den rådande könssegregeringen), och som var sexuellt tillgänglig för husbonden. Om hon födde ett barn till husbonden blev hon automatiskt fri. Det var också vanligt att enligt sedvana frige en slavinna efter några år. Att bli frigiven innebar dock inte att den före detta slavinnan kunde lämna sin förre ägares hus och gå var hon önskade. I ett muslimskt samhälle som Osmanska riket, innebar den rådande könssegregeringen att det inte var acceptabelt för en kvinna att röra sig fritt i samhället, och att det var omöjligt för en ogift kvinna utan familj att försörja sig själv. En frigivning innebar därför att kvinnan var tvungen att gifta sig, ofta med sin förre ägare, eller med en man han utsåg åt henne. 
När Ryssland erövrade Krim 1783 minskade slavhandeln med europeiska kvinnor kraftigt, och därefter bestod majoriteten av Cariye av tjerkesser. Dessa var visserligen oftast muslimer, vilket bröt islams förbud mot förslavande av muslimer, men i praktiken tolererades detta och cirkassernas muslimska status beskrivs som en "öppen hemlighet" i sammanhanget.
Genom 1830 års firman frigavs alla vita slavar (européer och tjerkesser från Kaukasus) i Osmanska riket på order av sultan Mahmud II, genom 1854 års firman förbjöds handeln med slavar från Kaukasus och Georgien, och 1890 signerade Osmanska riket den internationella antislavhandelsakten i Bryssel, Brussels Conference Act of 1890. I praktiken fortsatte dock slavhandeln inofficiellt fram till första världskriget, särskilt ifråga om kvinnliga slavar, och det är bekräftat att kvinnor såldes så sent som år 1908. Bland cirkasserna i Kaukasus fanns under 1700- och 1800-talen betraktades inte slaveri som något negativt, utan familjer såg det ofta som en möjlighet för en dotter att avancera socialt och få leva ett liv som först konkubin och sedan hustru åt en förmögen man, och föräldrar sålde ofta sina egna döttrar i slaveri, särskilt till det kejserliga haremet, även långt sedan cirkasserna tvingats lämna Kaukasus och bosatt sig i Osmanska riket på 1860-talet.

## Kejserliga haremet
I det Kejserliga Osmanska haremet var Cariye den ställning en haremsslavinna först fick när hon anlände till haremet. De kom normalt till haremet som barn, och blev under de första åren tränade palatsets etikett, konverterades till islam och fick ett nytt namn. Initialt fungerade de som tjänare till sultanens mor, hustrur och döttrar. Till skillnad från odaliskerna, som enbart var tjänare, var Cariye dock formellt alla sultanens konkubiner. 
En Cariye kunde göra karriär enbart som tjänare, och då uppnå titel som Kalfa eller Usta och därmed bli fria och arbeta mot lön. En Cariye som varken gjorde tjänstekarriär eller hade samlag med sultanen, blev automatiskt frigiven efter nio år, då hon fick ett äktenskap arrangerat åt sig. 
En Cariye som valdes ut till sexuellt umgänge med sultanen och blev hans konkubin på riktigt kunde befordras till graden Gözde, Ikbal, Kadin eller Haseki sultan, och slutligen kanske uppnå den högsta ställningen en kvinna kunde få vid det osmanska hovet; den som sultanmoder, eller Valide sultan. En Cariye som haft samlag med sultanen kunde som regel inte lämna haremet. 
Sultanens slavar frigavs år 1909, och Mustafa Kemal Atatürk avskaffade slaveriet vid republikens införande.